# Parque dos Falcões
O Parque dos Falcões, localizado na cidade de Itabaiana, no estado de Sergipe é o único centro de criação, multiplicação e preservação de aves de rapina da América do Sul. É também o único local do país com autorização do Ibama para a criação de aves de rapina.
Situado em uma área de aproximadamente 3.500 km², o parque é mantido atualmente por uma ONG. Ele foi criado em 2000 por José Percílio Costa, um homem que dedica sua vida aos cuidados e preservação das aves e do local.

## História
Localizado no Povoado Gandu II, em Itabaiana, aos pés da Serra de Itabaiana, ao lado do Parque Nacional de Reserva Natural a aproximadamente 45 km da capital, o Parque dos Falcões foi construído através do trabalho e esforço de dois sonhadores, José Percílio e Alexandre Correia, e de alguns admiradores e colaboradores.
Alexandre tornou-se “cúmplice” de Percílio no ano de 1999, mas a história do Instituto começou ainda na infância do fundador. Aos 7 anos, Percílio ganhou um ovo de Carcará (Caracara plancus), e depois de 28 dias sendo chocado por uma galinha, nasceu Tito, seu primeiro grande amigo. (Ano de 1984). Hoje, Tito tem 25 anos e o Instituto cuida de mais de 300 aves, entre gaviões, falcões, corujas, socós-boi, pombos, etc.
Já conhecido por muitos turistas, estudantes, biólogos, e pesquisadores brasileiros e estrangeiros, o Instituto é um dos únicos locais do país com autorização do IBAMA para a criação dessas aves em cativeiro. (Ano de 1990). Com o objetivo de salvar e proteger as espécies de aves de rapina que habitam o céu brasileiro, o Parque dos Falcões tornou-se uma referência no manejo, reprodução e reabilitação desses animais, acumulando um grande conhecimento sobre o seu comportamento. Todos os meses, o Instituto recebe através do IBAMA, da Polícia Ambiental e do Corpo de Bombeiros, aves maltratadas, machucadas ou mutiladas pela ação humana, que parece satisfazer-se com o sofrimento desses e de muitos outros animais.
Percílio já se apresentou em vários programas de TV, tais como os de Ana Maria Braga, no programa do Gugu, Domingão do Faustão e no cult intelectual “Programa do Jô”. Também já fez matérias na GNT, National Geographic, ESPN Brasil, além de vários Jornais em nível nacional e internacional, e está gravando um especial para o programa da Xuxa e um filme produzido no Japão.

## Visitação
O Parque dos Falcões está aberto ao público todos os dias da semana. Para chegar ao centro conservacionista siga de Aracaju em direção à Itabaiana. Após passar pelo município de Areia Branca (km-34), percorra aproximadamente 9 km. No lado direito, há uma placa indicativa sobre o Instituto. Entre por essa estrada (única parte do trajeto não asfaltado) e percorra mais 2,5 km. Há tarifa para acesso ao Parque dos Falcões e as visitas são pré-agendadas. Também há passeio orientado pelas trilhas da Serra de Itabaiana.